# ミセスワタナベ
ミセス・ワタナベ (Mrs. Watanabe)、キモノ・トレーダー (Kimono Trader) は、個人の小口外国為替証拠金取引（FX取引）投資家を意味する俗称。語源は日本人の主婦を中心とした女性やサラリーマン投資家。欧米の報道機関により名付けられた。「ミセス」と呼ばれるが、これら実際の投資家のほとんどは男性である（2019年現在8割）。

## 概要
2007年ごろから、東京のインターバンク市場において、為替相場の方向性が、午前から昼をはさんで午後にかけて、反対方向（主にドル買い）へ振れる奇妙な現象がしばしば見られた。それは、相場を反転させる大きなニュースや特別な要因がないにもかかわらず、である。こうした状況が頻繁に起こったため、その原因を探っていくと、主に日本の主婦やサラリーマンなどの個人のFX投資家が、昼休みを利用して一斉に「円売り・ドル買い」の注文を出していたことが判明した。つまり、日本の個人投資家が為替相場を左右させるほど大きな影響力を持つことを世界に見せつけたのである。
イギリスの経済紙『エコノミスト』（1997年3月27日号）は、海外でよく知られた日本の姓「ワタナベ」をとって、為替市場（FX市場）で大きな影響をもつ日本の個人投資家たちを「ミセス・ワタナベ」と名付けた。イギリスではリスクを取らない小口個人投資家を「アガサおばさん」(Aunt Agathas) と呼ぶので、同紙は日本向けの呼称を考案したのである。2000年から2006年までの間にFX取引で約4億円の利益を得たのに、それを申告せずに、約1億3900万円を脱税した個人投資家の池辺雪子（東京都世田谷区の50代主婦）が所得税法違反容疑で、2007年に起訴されて有罪判決が言い渡される事件が報道されると、FX取引は日本で大きな注目を集めた。そして、2007年以降、為替市場におけるミセス・ワタナベのFX取引はますます活発化した。
ミセス・ワタナベはマーケットを動かす大きな力として世界の市場参加者の間で広く認識され、大口のプロ・ディーラーでさえ、そのミセス・ワタナベの動向を侮れない存在とみている。相場の取引が薄くなり少ない注文でドルが下落する（円高になる）時間帯を狙い、ストップロス（損切り）を狙う動きを指して、ミセス・ワタナベ狩りという名称まで出てきた。
特に2011年3月17日に円相場が一時1ドル76円台に高騰した円高ドル安の局面での投機筋の動きは、ミセス・ワタナベ狩りと言われた。円安の基調にある中でのミセス・ワタナベの逆張り（ドル売り・円買い）が踏み上げを招き、ドル高・円安を更に進行させることも指摘されている。実際に2015年のドル高局面では、ドルの無謀な空売りを行ったミセス・ワタナベが踏み台にされたため、ドルはさらに上昇したという解釈もなされている。
ミセス・ワタナベは一定レベルのストップロス（損切り）オーダーをあらかじめ設置せずに、相場に振り回され成り行きで損切り決済をする傾向にあり、市場で「カモ」にされている。また、市場では「ミセスワタナベは世界で一番チャーミング」と呼ばれるほど評判であるが、これは賞賛ではなく、これもやはり「カモ」という意味である。
ミセス・ワタナベは当時、高金利通貨だった豪ドル、NZドルも積極的に好んで買う傾向があった。ニュージーランドのマイケル・カレン財務大臣は、NZドル（キウイ）の高騰の一因としてミセス・ワタナベに言及した。高金利通貨の買いは、トルコリラにも及び、ミセス・ワタナベは2019年8月のトルコリラ急落に勢いをつけた。当時のトルコリラは政策金利が世界的に高金利だったため、日本では大手FX業者が高収益のスワップポイント（2通貨間の金利差益）を設定していた。だから、ミセス・ワタナベはトルコリラに飛びついたのである。しかし、このミセス・ワタナベの集団は、普段は会社勤めなどをする一般人のため、名目金利とインフレ率の差を計算すればトルコリラは実質金利がマイナス金利であるという状況を理解していないまま（そもそもイスラム教における金融は、イスラム法で金利を良しとしない）、自己流の誤った手法で買えば買うほどに損害を膨らましている。市場は、ミセス・ワタナベの動きを見透かし、相手の裏をかくつもりで、逆に売る側に回って利益を狙っていたのである。
2021年11月、トルコリラの急落で、ミセス・ワタナベはとうとうこの通貨を手放したと報じられた。日本国外ではこの時期、トルコリラのスワップポイントをマイナス設定にしているFX業者も出ていた。トルコリラの持ち高減少と入れ替わるように、高金利通貨南アフリカ・ランドの持ち高が増加している。新興国通貨で損をする人々は、トルコや南アフリカのような新興国は高金利だがインフレ率が高いということに注意を払っていないのである。
FXに参加する個人投資家の9割が負けて退場している、またFX参加者の7割は退場まで1年以内であるなどのデータも存在するが、このミセス・ワタナベという集団は、将来不安のすすむ日本では、FXは老後の蓄えになる、家計の助けになる、などと思ってFXに資金を投じている。日本ではつみたてNISAやiDeCoのインデックス型投資信託やバランス型投資信託が比較的安全かつ手軽に資産を形成するべく運営されているのにもかかわらず、FXに手を出す理由というのは、ある事例ではレバレッジによる「一攫千金」狙いである。この事例はクレジットカード3枚で投資資金を借り入れ、レバレッジをかけたFX取引をしたため急速に資金を失い、クレジットカードによる借金が残り、多重債務者になっている。多くの日本人がFXのようなリスクの高い取引に参加し、ある1人が勝者となってFXの書籍、投資本を出版したり講演会を開いたりすれば、一方で9999人の敗者は去っている。日本人がこのような負のスパイラルに陥っているのは、資産運用について教育を受けていないためである。それでもなお資産運用について金融機関にも証券会社にも相談せず自己判断で運用している日本人は少なくない。なぜならミセス・ワタナベの投資哲学はそもそもレバレッジを掛けた投機的な投資であり、金融機関や証券会社のような安定的な資産運用とは相容れないからである。
諸外国通貨における円相場の値動き
- 米ドル/円
- 英ポンド/円
- ユーロ/円
- 豪ドル/円
- NZドル/円
- 南ア・ランド/円

円キャリー取引は、ミセス・ワタナベの典型的な取引手法である。伝統的通貨ペアの米ドル/円、英ポンド/円の他、クロス円の各通貨ペアの購買意欲も旺盛である。

## 株式投資
FXの他に株式で資産運用をするミセス・ワタナベが多数存在する。医師の副業としてもFXと株式投資は人気が高い。2015年の日本郵政上場の際、市場はミセス・ワタナベの出方に注視した。この時のミセス・ワタナベは、レバレッジ型ETFで短期売買経験のある上級者が多く参加していたとみられた。日本郵政のような大型株の取引に参加する場合、プロ相手に真正面から挑むことになるので、初心者向きではない。IPO（新規上場）銘柄であるから上場初期は過剰に期待された「幻想価格」となりがちで、のちの下落を誘発する危険とも隣り合わせである。人気企業ほど短期の荒稼ぎを目論む投資家が集まって初期に高値がつくのが古典的パターンである。2015年11月4日の日本郵政上場時の初値は1631円、翌月の12月7日に1999円の上場来高値をつけて以降は安値を更新し続け、2020年10月30日に714円7銭まで下落した。
投資信託にせよ個別銘柄にせよ、多くの日本人投資家が我先にと米国株を買うという時流が到来している。そのような中、株価指数先物の投資信託が人気を集めている。2018年10月、大和アセットマネジメント社はレバレッジ型（ブル・ベア型）投資信託「iFreeレバレッジNASDAQ100」を開始し、2021年11月、楽天投信投資顧問社は同様の商品「楽天レバレッジNASDAQ-100」を開始した。「レバナス」と呼ばれるこの2つの商品は、ナスダック100指数の値動きの2倍を目指し、株価指数先物取引を主要投資対象とするものである。「レバナス」は、下落局面で非常に危険なことを指摘される商品であるが、初心者から人気が高いのだという。「レバナス」投資家は、「レバナス民」と言われている。この投資家たちは、本来その危険性から短期売買で早く手仕舞いするべきこの商品を、資産形成のために購入している。早々にFIREの実現を目指し、「ガチホ」（ガチンコでホールド）する若者たちもいる。初心者が長期保有で購入できるように販売側が提案しているのが、積立投資（ドル・コスト平均法）によるリスク分散である。2021年11月時点の大手ネット証券3社による投信積立契約件数ランキングで「iFreeレバレッジNASDAQ100」は5位、登場したての「楽天レバレッジNASDAQ-100」は9位であった。またこの2商品は為替ヘッジをかけているので、為替変動のリスクは抑えられている。しかし、積立資金が大きくなった頃に暴落すればレバレッジの値動きによって計り知れない甚大な損害を被ることになる。レバレッジ2倍の投信は理論上、暴落により参考指数（レバナスの場合、ナスダック100指数）が50%下落すると資産価値が0円になる。ただし、FXや個別株の信用取引などのように強制決済でポジション（投資信託の場合、口数）を失うわけではないが、繰上償還が決定されれば0円になる前に取引終了となる。楽天投信投資顧問社が作成した「2001年から毎月3万円のレバナスを20年間積み立て」シミュレーションではナスダック100指数の2001年から20年間の値動きに基づいて720万円の元手資金が1億9700万円に増加しているが、この商品が仮に2001年から存在し実際に市場に買い注文を入れ続けていれば市場は違う歴史になっていたわけであり、その運用成果はあくまでシミュレーションであると楽天投信投資顧問社は注意書きをしている。
日米株価指数の比較
- 日経平均株価
(1970年[注釈 6]-2020年)
- 米国ダウ平均株価
(1789年[注釈 7]-2014年)
- 米国S&P 500
(1789年[注釈 8]-2014年)
- 米国ナスダック総合指数
(1971年-2021年)

株価指数は淘汰と調整を繰り返し、短期的には下落しながら長期的には右肩上がりに上昇する。米国主要株価3指数（ダウ、S&P、ナスダック）の中で最も値動きが大きいナスダックは、1971年から2021年の50年間で100倍を超えている。ミセス・ワタナベの本拠地である日本の日経平均株価（日経225）は、1986年末からの日本におけるバブル景気の異常な上昇期間を除外すれば、1971年1月4日終値2001円34銭から2021年1月4日終値27258円38銭までの50年間で13倍を超える程度しか上昇していない。『日経新聞』は2022年1月下旬に付けた27000円台を「値ごろ感」と見定めている。ミセス・ワタナベが得意とする「レバレッジ」つまり「借入金」は、過剰に膨張すれば崩壊の危険がある。世界恐慌の発端となった1929年のウォール街大暴落が起きた時代は「狂騒の20年代」であり、レバレッジ席巻やバブル紳士跋扈の時代であった。日本の80年代バブルも借入金のレバレッジ効果がバブルを膨張させた。

## 金投資

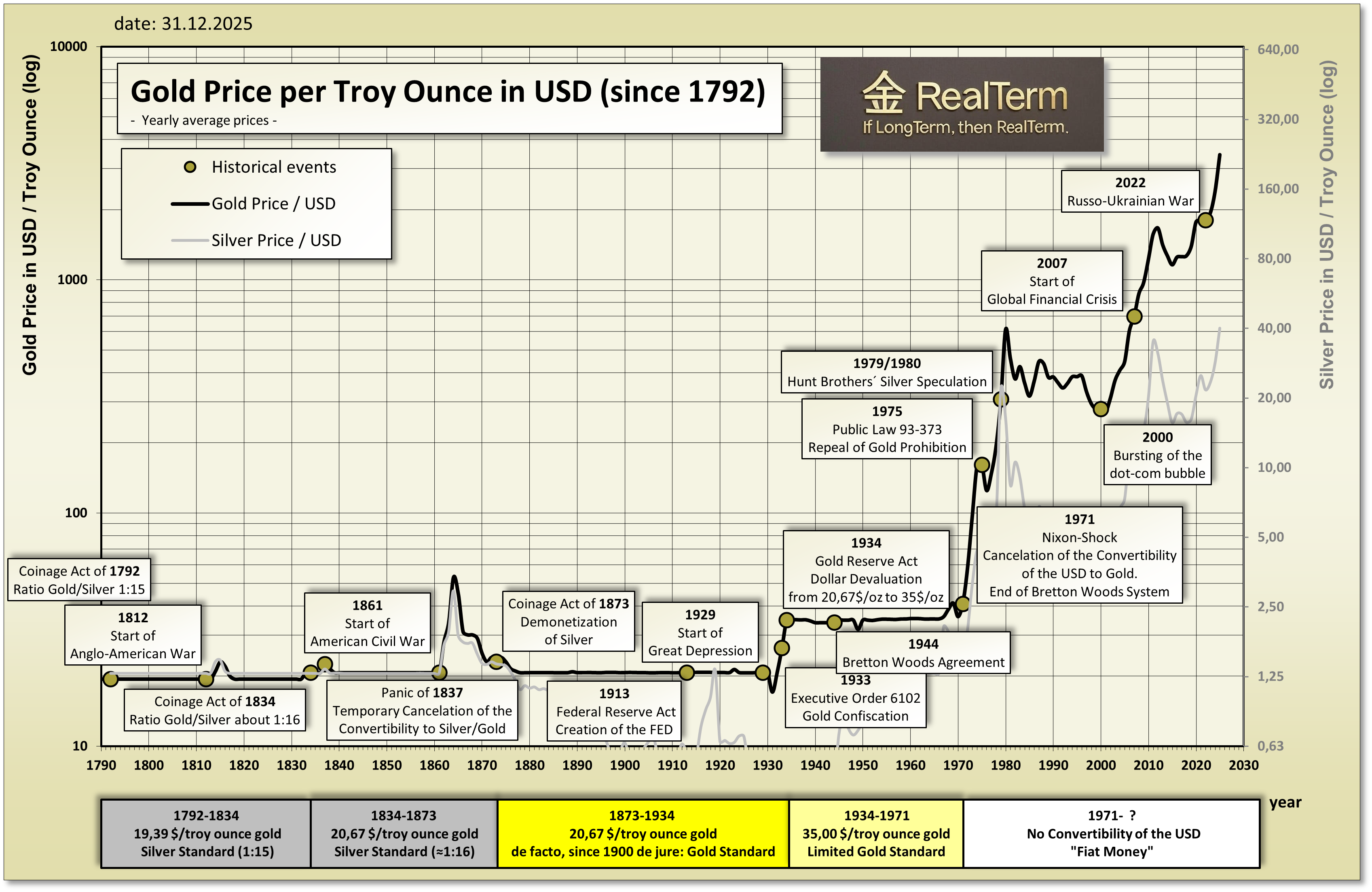
金価格は2013年のように暴落もするが、希少性が高く歴史的に上昇している。

2012年2月29日、ニューヨーク金先物相場は終値で約80ドル4％強急落した。アメリカ連邦準備理事会のバーナンキ議長の議会証言で量的緩和第3弾観測が遠のいたため為替がドル高・ユーロ安に振れたことも響いたが、金には資源の側面と通貨の側面を併せ持つため、ドル安の局面では買われ、ドル高では売られやすい。こうした為替と金の関係に注目した金の取引を行うFX投資家が増えだした。
ドットコモディティの女性に対する2011年の調査では、金取引を行った217人の内13％の28人にFX経験があった。その前年には7％であった。FX取引がピークを打つ深夜での金の市場には厚みがあり、大証で取引が活発なのが午後9時～11時と午後11時～午前1時であり、東京工業品取引所の金先物の夜間取引の活発な時間帯と重なり合う。深夜に売買が膨らむのは欧米の主要な経済指標発表や要人発言があることが多く相場が動きやすいからである。このため、ミセス・ワタナベも夜間に動くといわれる。
金相場では2013年に「中国のおばさん」と呼ばれる集団も活躍した。「中国のおばさん」（中国大妈 / 中国大媽 zhōng guó dà mā）とは、中高年世代の中国人女性からなる集団である。2013年4月15日にニューヨーク市場で金価格は暴落した。この集団はそれに目を付けて中国全土の貴金属販売店で現物を爆買いし、金先物市場で空売りをしていたゴールドマンサックスは4月24日に「売り」からの一時撤退を表明した。「中国のおばさん」の購入ラッシュで一時的に押し戻された相場は購入ラッシュ収束後、再び下落した。

## 仮想通貨

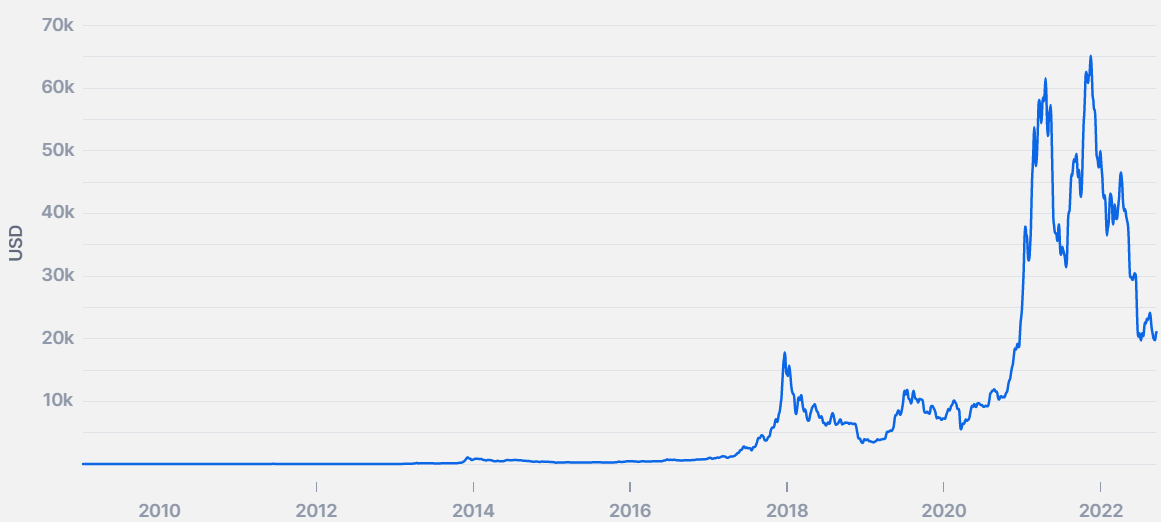
2017年12月のビットコインバブルは崩壊し、1年後には8割下落した。

ミセス・ワタナベは仮想通貨の世界にも積極的に挑戦している。「麻薬ディーラーでも脱税者でもない、そこにいるのはミセス・ワタナベだ。」、とブルームバーグはビットコインに投資するミセス・ワタナベを記事にしている。ドイツ証券のアナリストは、ミセス・ワタナベがFX取引からビットコインにシフトしていると分析し、また2017年10月から11月のビットコイン取引の4割は日本の円によるものであった。FXと区別して仮想通貨、とりわけビットコインの参加者は「ミスター・ワタナベ」と呼ばれる場合がある。参加者は男性が多いのである。ウォールストリートジャーナルは記事で「仮想通貨ビットコインの価格を押し上げているのは、犯罪者や麻薬密売人でもなければ、詐欺師でもない。それは日本人男性だ。」、このように記述した。仮想通貨はFXのようなゼロサムゲームではないが
、ミセス（ミスター）・ワタナベの損切りが機関投資家の安値での「買い」たたきとなったり、しばらく連絡していない友人や元恋人と知らぬ間に反対の取引で対戦になるということは当然に起こり得る。
インターネット証券マネックスグループCEOの松本大は、仮想通貨を購入するならビットコインとイーサリアムをそれぞれ資産の1%だけ購入して10年・20年放っておくという方法を一般向けに啓発している。金融のプロである彼もビットコインを保有し、これは将来の税制次第で売却するか、もしくは仮想通貨のまま寄付に充てる予定である。しかし、ミセス（ミスター）・ワタナベはFX取引でレバレッジ慣れをしているため、仮想通貨もレバレッジをかけて危険な取引をしている。
ドイツ証券は2017年12月のビットコインバブル下で、個人投資家が主導する急騰で逆にバブル崩壊などが起きることにより、FX以上の甚大な損害を個人投資家が被ることを危惧していた。ビットコインバブルの崩壊は現実となり、ビットコインは2017年12月につけた高値から1年かけて8割下落した。2017年後半にビットコインに参入したミセス（ミスター）・ワタナベ勢は、レバレッジをかけた買いによって2017年12月の急落に耐えきれず数日のうちに損失覚悟の売りに回らされた。
ミセス（ミスター）・ワタナベは、税金問題にも振り回されている。元来、日本においても物々交換は課税対象である。物々交換は、お金のやり取りは行わなくとも、一旦換金したものと見なされるのである。
2014年、ある国税審判官は、仮想通貨の交換に関して以下のように個人的見解を示していた。
仮想通貨同士の交換における課税に関して日本で明文化されたのは2017年のことであった。その法的決定がしっかりと周知されていなかったことで数年後に税務署からの指摘で多額の追徴課税を支払うことになった会社員投資家の事例がある。このような問題は過去にFXにおいても起きていた。FXトレーダー池辺雪子の脱税問題の要因は当時FXの税制がグレーゾーンであったことである。芸能界でいち早く仮想通貨を購入したことで知られるコメディアン男性は当初、仮想通貨同士の交換による含み益をグレーゾーンで「税金は大丈夫」と認識していた。このコメディアンは数百万円相当のXRP（リップル）などを保有して膨大な含み益（推定最大数十億円）に達したところで違う仮想通貨に交換したら大暴落してしまい、さらに2018年のコインチェック社仮想通貨流出事件のあおりで彼の口座は凍結されるなど、税金の支払いに追われている。
FX市場では金融機関や証券会社のプロの中に割り込んでいたミセス・ワタナベたちにとって仮想通貨市場は我が世の春を謳歌できる桃源郷であるかというと、ビットコイン市場やイーサリアム市場など仮想通貨市場は既に機関投資家の資金が流入している。機関投資家の多くはビットコインを長期保有する予定であり、2021年1月の段階では全世界のビットコイン資産の78%は保有されたまま売買に動いていない（仮想通貨は、企業を支援するという社会的意義がある株式と違いはあるが、レバレッジをかけずに「買い」の長期保有をしていれば株式同様いずれ上昇も期待できるといえる）。